# Круг, Карл Адольфович
Карл Адо́льфович Круг (24 июня (6 июля) 1873, Немиров — 24 апреля 1952, Москва) — русский и советский электротехник, член-корреспондент Академии наук СССР (1933); основатель московской электротехнической школы. Заслуженный деятель науки и техники РСФСР (1937).

## Биография

### Детство и годы учения
Родился в городе Немиров Подольской губернии (ныне — Винницкая область Украины), в семье агронома Адольфа Карловича Круга и учительницы Леонии Фёдоровны. После смерти Адольфа Карловича (1877) семья переехала в Москву, где мать Карла устроилась работать воспитательницей маленьких детей в богатой семье.
Карл стал учиться в 4-й Московской гимназии, которую окончил в 1892 году. Педагогический совет гимназии отметил в аттестации значительные способности ученика к математике и рекомендовал ему продолжить о6разование в данном направлении.
В 1892—1898 гг. Карл Круг обучался в Императорском Московском техническом училище (ИМТУ); во время обучения работал на Мытищинском машиностроительном заводе: сначала десятником по строительной части, а затем — токарем в механическом цехе этого завода. В 1898 году защитил дипломный проект (тема — «Оборудование чугунолитейного завода») и получил двухлетнюю стипендию для стажировки в Германии, в техническом училище Дармштадта у пионера электротехники профессора Э. Киттлера и в Шарлоттенбургском высшем техническом училище (Берлин); там он готовился к преподаванию электротехники и знакомился с состоянием германской электротехнической промышленности. В 1903 году сдал экстерном полный курс физико-математического факультета Московского университета.

### Работа в ИМТУ — МВТУ
Преподавал в ИМТУ; с 1915 года — профессор электротехники. В 1905 году на механическом отделении ИМТУ благодаря усилиям К. А. Круга была открыта специализация по электротехнике и началась подготовка инженеров-электриков; этот год считается годом основания московской электротехнической школы. В 1918 году на основе этой специализации был создан электротехнический факультет МВТУ (его первым деканом — в 1918—1929 гг. — был профессор К. А. Круг). Для студентов электротехнической специальности Круг с 1905 года читал курс «Техника переменных токов», с 1906 года — курс «Асинхронные машины», а с 1907 года — курс «Электрические измерения».
В 1911 году защитил докторскую диссертацию (тема — «Круговая диаграмма индукционного двигателя») в Дармштадтском техническом училище, посвящённую проблеме круговых диаграмм однофазного и многофазного асинхронных двигателей. Читаемый им курс «Техника переменных токов» получил дальнейшее теоретическое развитие и стал называться «Основы электротехники». Он позже лёг в основу учебника «Основы электротехники», использовавшегося в образовании до 1970-х годов. В 1910-е гг. преподавал физику и электротехнику в Московском Промышленном училище.
До первой мировой войны К. А. Круг возглавлял электротехнический отдел Управления Московского уполномоченного по топливу, занимаясь проектированием и испытанием электротехнических устройств и выявлением потребностей различных предприятий Центрального промышленного района России (включал 14 губерний) в топливе. Выполненная им работа легла в основу монографии «Электрификация Центрально-промышленного района», изданной в 1918 году и ставшей первой в России работой, посвящённой проблеме электрификации крупнейшего промышленного района.
В 1918—1920 гг. К. А. Круг совместно с профессором К. В. Киршем организовал при Московском Политехническом обществе Тепловой комитет, который должен был оказывать техническую помощь народному хозяйству в условиях необычайно обострившегося дефицита топлива. Председателем этого комитета стал Кирш; Круг занял сначала должность заместителя председателя, а позже возглавил данный комитет.
С 1920 года К. А. Круг был членом Государственной комиссии по разработке плана электрификации России, подготовившей план ГОЭЛРО, и отвечал за электрификацию Центрального и Волжского районов. В том же году он стал директором созданного по его инициативе Государственного экспериментального электротехнического института (ГЭЭИ; с 1927 года — Всесоюзный электротехнический институт — ВЭИ), и работал в этой должности до 1930 года.

### Работа в МЭИ
Летом 1930 года в ходе кампании по разукрупнению московских вузов МВТУ разделили на пять самостоятельных училищ, причём электротехнический факультет был выделен в Высшее энергетическое училище. Такому же разукрупнению подвергся и Московский институт народного хозяйства имени Г. В. Плеханова (МИНХ), на базе электропромышленного факультета которого был создан самостоятельный отраслевой институт с электротехническими специальностями. С осени 1930 года оба отраслевых энергетических вуза приказом Высшего Совета народного хозяйства (ВСНХ) были объединены в единый Московский энергетический институт (МЭИ). К. А. Круг принял самое деятельное участие в организации нового института, в котором он возглавил кафедру теоретических основ электротехники и заведовал ей вплоть до конца жизни.
Первоначально новообразованный Московский энергетический институт не имел собственного здания и начал свою работу в аудиториях и лабораторных помещениях, расположенных в разных районах Москвы и доставшихся ему при разукрупнении МВТУ и МИНХ: в доме № 29 по Гороховской улице (ныне улица Казакова) (в этом доме находились лаборатории, администрация института и квартира, где жил профессор Круг), доме № 7 на Коровьем броду (ныне 2-я Бауманская улица), доме № 4 по Кукуевскому переулку, доме № 16 по Большому Строченовскому переулку. К. А. Круг во главе группы профессоров МЭИ обратился к народному комиссару тяжёлой промышленности Г. К. Орджоникидзе по вопросу о строительстве нового здания МЭИ на Красноказарменной улице — по соседству с ВЭИ. От наркома они получили полную поддержку, а с ней и ассигнования для начала строительства, которое началось в 1934 году. В 1940 году корпус «А» нынешнего главного учебного корпуса МЭИ (ул. Красноказарменная, дом 17) был введён в эксплуатацию, а 1948 году преподавание было полностью перенесено на Красноказарменную улицу. При этом роль Круга как в строительстве главного учебного корпуса, так и в оснащении его оборудованием была чрезвычайно велика.
К. А. Круг 1 февраля 1933 года был избран членом-корреспондентом Академии наук СССР по отделению математических и естественных наук. С 1937 года до своей смерти в 1952 году работал в Энергетическом институте АН СССР (ЭНИН).

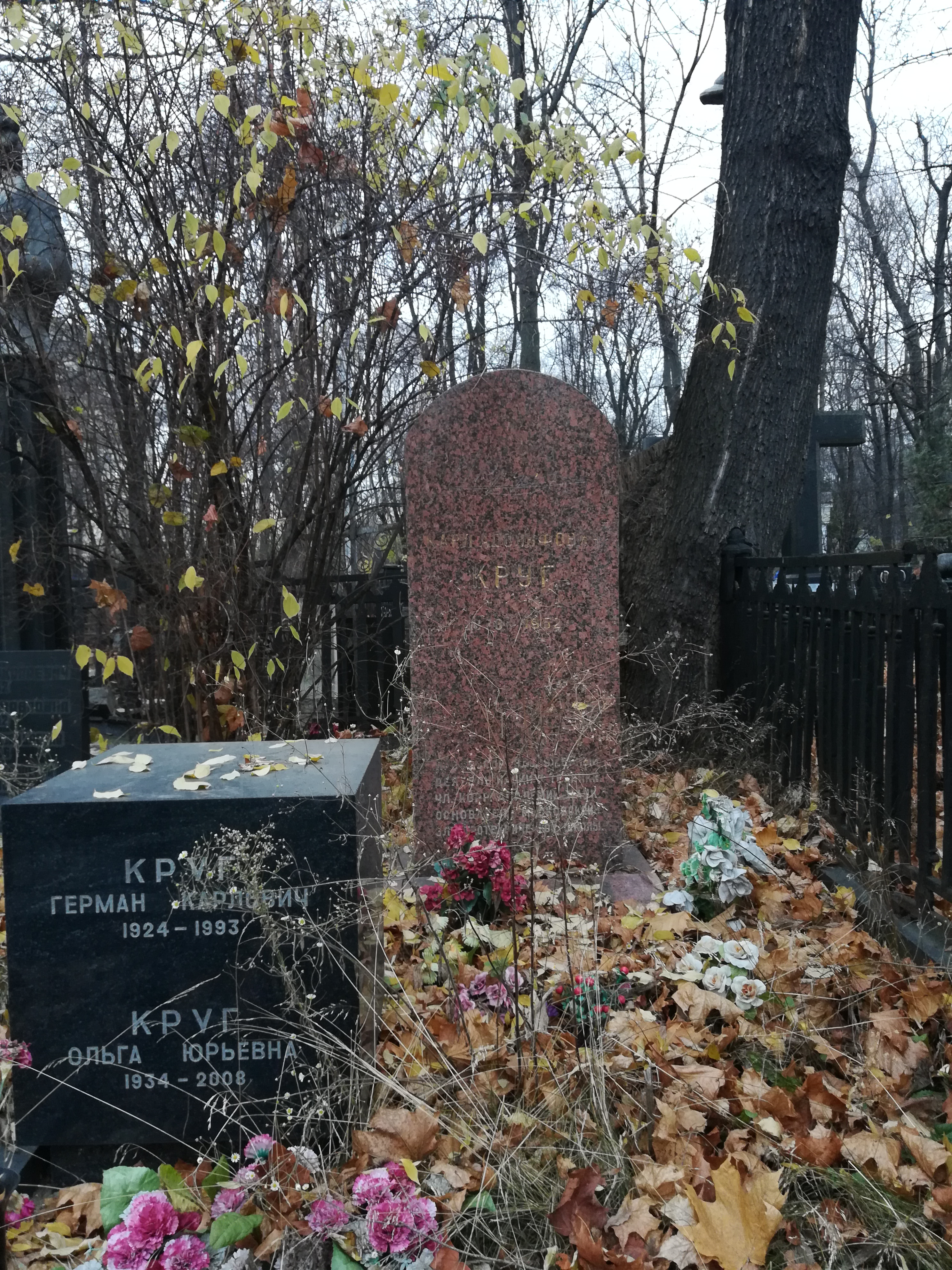
Могила на Введенском кладбище

Похоронен на Введенском кладбище (2 уч.).

## Научные интересы
Научные труды по асинхронным двигателям, по проблемам преобразования электрической энергии, по разработке и защите дуговых вентилей, по электромагнитным процессам, возникающим при выпрямлении тока, а также по передаче электроэнергии постоянным током высокого напряжения.

## Личные качества
К. А. Круга окружающие характеризовали как простого в общении и доброжелательного человека, который был всегда готов оказать необходимую помощь или дать нужный совет. Он был предан своему делу и исключительно трудолюбив, обладая при этом неиссякаемой энергией и способностью успешно преодолевать трудности на пути новых свершений.
В годы учёбы, да и впоследствии он с успехом сочетал умственную работу с физической подготовкой: любил фигурное катание и прогулки на лыжах, занимался лёгкой атлетикой. В 1920 году он сдал экзамен на право управлять мотоциклом. Уже в далеко не молодом возрасте он, по воспоминаниям учеников и коллег, ходил столь быстро, что отнюдь не каждый мог выдержать его темп.
К. А. Круг обладал быстрой реакцией и хорошим чувством юмора. Так, на торжественном заседании по поводу 75-летия Круга профессор Т. Л. Золотарёв (заведующий кафедрой гидроэнергетики МЭИ), поздравляя юбиляра, сказал: «Мы все хорошо знаем Карла Адольфовича как фигуру во всех отношениях выдающуюся», сделав при этом выразительный жест руками; это вызвало оживление в зале, поскольку было воспринято как намёк на весьма солидную комплекцию Круга. Тот в своём ответном слове поблагодарил всех выступавших, и особенно «дорогого Теодора Лазаревича Золотарёва, которого мы все знаем как голову во всех отношениях блестящую» (у Золотарёва голова действительно напоминала бильярдный шар), и на этот раз зал просто лёг.
Несмотря на традиционную доброжелательность, профессор Круг умел проявить и строгость. Принимая однажды экзамен по электротехнике, он обнаружил, что отвечавший ему студент не знает не только основ данного предмета, но и раздел «Электричество» курса физики. Перелистав зачётную книжку студента и найдя там удовлетворительную оценку по физике, К. А. Круг зачеркнул её, подписался и велел студенту идти в деканат договариваться о пересдаче экзамена по физике.

## Награды и звания
К. А. Круг был удостоен высоких государственных наград:
- 2 ордена Ленина (в т.ч. 10.06.1945)
- 2 ордена Трудового Красного Знамени (в т.ч. 16.05.1947)
- орден «Знак Почёта» (13.12.1940) — «в ознаменование 35-летия Московского энергетического института им. В. М. Молотова, за выдающиеся заслуги в деле выращивания и воспитания энергетических кадров для народного хозяйства»
- медали
- Почётное звание «Заслуженный деятель науки и техники РСФСР» (1937)

## Память
На стене административного корпуса МЭИ (Красноказарменная улица, дом № 14) установлена мемориальная доска с профилем К. А. Круга (1953).

## Публикации

### Отдельные издания
- Круг К. А. Теория переменных токов. — М., 1906. — 125 с.
- Круг К. А. Метод инверсий и круговые диаграммы. — М.: Литографическое изд-во, 1907. — 86 с.
- Круг К. А. Бесколлекторные асинхронные двигатели. — М.: Сила, 1915. — 240 с. (всего — 2 издания)
- Круг К. А. Основы электротехники. — М.: Сила, 1916. — 469 с. (всего — 6 изданий)
- Круг К. А. Электрификация Центрально-Промышленного района. — М.: Тепловой комитет при Политехническом обществе, 1918. — 54 с.
- Круг К. А., Рамзин Л. К. Электрификация и промышленность Ростова-на-Дону. — Ростов: Госиздат, 1921. — 23 с.
- Круг К. А. Электромагнитные процессы в установках с управляемыми ртутными выпрямителями. — М.: ОНТИ, 1935. — 115 с.
- Круг К. А. Переходные процессы в линейных электрических цепях. — М.—Л.: Госэнергоиздат, 1948. — 344 с.

### Некоторые статьи
- Круг К. А., Петров Г. Н.  Московский ордена Ленина энергетический институт им. В. М. Молотова // Электричество. — 1941. — № 2. — С. 3—7.
- Круг К. А.  Перспективы развития передачи энергии постоянным током высокого напряжения // Электричество. — 1945. — № 3. — С. 7—10.
- Круг К. А.  Как протекала работа ГОЭЛРО // Электричество. — 1945. — № 12. — С. 26—27.
- Круг К. А.  Проблема передачи электроэнергии на сверхдальние расстояния // Электричество. — 1946. — № 3. — С. 3—11.